# Extinción del neandertal

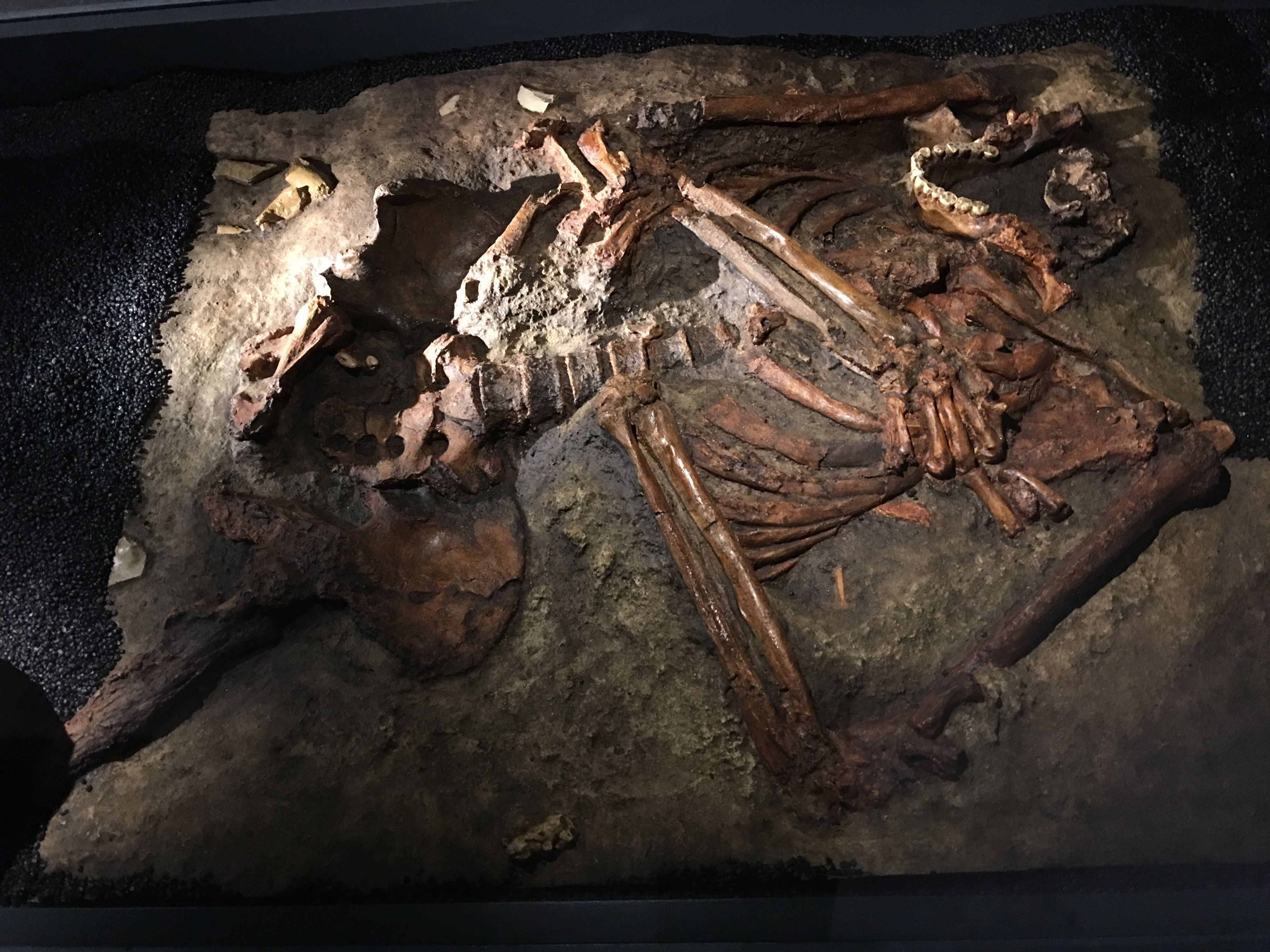
Se han encontrado restos de neandertales a lo largo de la historia, incluyendo al esqueleto del enterramiento Kebara 2.

 La extinción del neandertal se refiere a la desaparición repentina de neandertales durante el tiempo en que los humanos modernos empezaron a emerger en Eurasia.
Desde el descubrimiento de restos de neandertales, tanto el sitio del neandertal en el árbol familiar humano y su relación con los humanos modernos ha sido acaloradamente debatida. A tiempos diferentes, han sido clasificados como especie separada (Homo neanderthalensis) y como subespecie (Homo sapiens neanderthalensis).
En agosto de 2014, un equipo reporta sobre un nuevo análisis de 40 sitios en Europa Occidental, concluyendo que los neandertales desaparecieron aproximadamente hace 40 milenios. Esta fecha, mucho más temprana que estimaciones anteriores, fue establecido a través de métodos mejorados de datación por radiocarbono. Los investigadores quieren expandir su estudio a sitios de Europa Oriental y Siberia, donde los neandertales pudieron haber sobrevivido más tiempo.
Las hipótesis sobre el destino del neandertal incluyen una falla o incapacidad para adaptarse a cambios de clima, exclusión competitiva, o extinción por invasión por parte de los humanos anatómicamente modernos, quienes llegaron a Europa mucho tiempo después de que los neandertales se habían establecido allí. La hibridación de neandertales con poblaciones humanas modernas tempranas también se ha considerado como una hipótesis viable. Alguna hibridación tuvo lugar en Asia occidental hace aproximadamente 50 a 60 milenios, cuando se evidenció que del 1 al 4 % del material genómico lo tienen hoy las personas vivas no africanas.

## Coexistencia con anterioridad a extinción
La nueva evidencia estrecha el período en el cual ambos neandertales y humanos modernos coexistían en Europa hace aproximadamente 50.000 años. La duración de este período es incierta. Hay evidencia de que los humanos modernos alcanzaron Europa en algún momento en menos precisas dataciones antiguas que indicaban que los neandertales pudieron haber vivido tan recientemente como hace 24 milenios en refugios en la costa sur de la península ibérica como en la Cueva de Gorham. Inter-estratificación de los neandertales y los humanos modernos permanecen como sugerido, aunque aún disputados.

## Extinción rápida por violencia
Jared Diamond ha sugerido un escenario de conflictos violentos comparable a los genocidios sufridos por indígenas en la historia humana reciente.

## Rápida extinción por parásitos y patógenos
Otra posibilidad levantada por Diamond y otros, paralelamente a la historia colonialista, podría ser una gran susceptibilidad de parte de los neandertales a los patógenos introducidos por el humano de Cro-Magnon. Diamond argumenta que la asimetría en la susceptibilidad a los patógenos es una consecuencia de los diferentes estilos de vida.
Una pandemia generalmente tiene una mortalidad limitada debido a que el patógeno necesita un huésped para poder diseminarse. Si dos especies son similares y viven lado a lado, entonces la supervivencia de una especie se convierte en menos importante por el patógeno, y al final tendrá tres salidas: divergencia, intercambio de genes o extinción.

## Sustitución competitiva
Aún una ligera ventaja competitiva por parte de los humanos modernos contaría para el reemplazo de los neandertales por los humanos anatómicamente modernos en una escala de tiempo de 10.000 a 20.000 años.
La teoría que los primeros humanos violentamente reemplazaron a los neandertales fue primero propuesta por el paleontólogo francés Marcellin Boule (la primera persona para publicar un análisis de un neanderthal) en 1912.
Otro partidario de la teoría del reemplazo competitivo es Jared Diamond quien puntualiza en su libro The Third Chimpanzee que el reemplazo por genocidio de neandertales por parte del hombre moderno es similar a los patrones de comportamiento de los humanos modernos que se producen cada vez que personas con tecnología avanzada invaden el territorio de personas menos avanzados.

### División de trabajo
En 2006, dos antropólogos de la Universidad de Arizona propusieron una explicación nueva para la defunción del neandertal. En un artículo titulado "¿Qué es lo que hace una madre? La división de trabajo entre neandertales y humanos modernos en Eurasia", ellos teorizan que el neandertal así como el Homo sapiens del paleolítico Medio no tuvieron una división de trabajo entre los sexos. Bajo esta hipótesis, ambos macho y hembra del neandertal participaron en la ocupación principal, la caza de animales grandes que floreció en Europa en la edad de hielo, como los bisontes, ciervos, gacelas y caballos salvajes. Esta hipótesis propone que el neandertal carecía de una relativa división de trabajo que resultaba en la extracción pobre de recursos del entorno — comparado con el Homo sapiens — y contribuido a su defunción.

### Diferencias anatómicas y capacidad de correr
Los investigadores que incluyen a Karen L. Steudel de la Universidad de Wisconsin han propuesto que los neandertales tuvieron extremidades más cortas y achaparradas que aquellas de humanos modernos, y debido a otras diferencias anatómicas en sus extremidades. La razón principal por la cual el neandertal no fue capaz de sobrevivir estaría relacionada al hecho de que no podrían correr tan rápidamente como los humanos modernos, y requerirían 30% más energía que los humanos modernos para correr o caminar.
No obstante, en el estudio reciente, los investigadores Martin Hora y Vladimir Sladek de Universidad Carolina de Praga mostraron que la configuración de las extremidades inferiores del neandertal, particularmente la combinación de rodillas robustas, talones largos y extremidades más cortas, aumentó la ventaja mecánica eficaz de sus extensores de las rodillas y tobillos, por ello reduciendo significativamente la fuerza necesaria y la energía gastada para la locomoción. El costo de caminar del hombre neandertal se estima ahora de 8–12% más alto que el costo del humano anatómicamente moderno, mientras que el costo para la mujer neandertal está considerado virtualmente igual al de la mujer anatómicamente moderna.
Otros investigadores, como Yoel Rak, de Universidad de Tel-Aviv en Israel, han notado que los registros fósiles muestran que la pelvis del neandertal en comparación a la pelvis humana moderna, habrían hecho mucho más difícil para el neandertal absorber el impacto y rebotar de un paso a otro, dando a los humanos modernos otra ventaja sobre los neandertales en la habilidad de correr y caminar.

### Ventajas de los humanos modernos en la caza de animales de clima tibio
Pat Shipman, de la Universidad Estatal de Pensilvania en EE. UU. argumenta que la domesticación del perro dio a los humanos modernos una ventaja cuando cazaban. Los restos más antiguos de perros domesticados fueron encontrados en Bélgica (31,700 AP) y en Siberia (33,000 AP). Una estudio de asentamientos tempranos de humanos modernos y neandertales con restos de fauna a través de España, Portugal y Francia proporcionaron una visión general de qué comían los humanos modernos y los neandertales. El conejo devenía más frecuente, mientras que los mamíferos grandes - principalmente comidos por los neandertales - devenía cada vez más raro. En 2013, pruebas de ADN en el "perro de Altai", restos de un perro del paleolítico de la Cueva de Razboinichya (Montañas Altái), ha enlazado a este perro de 33,000 años con el linaje presente de Canis lupus familiaris.

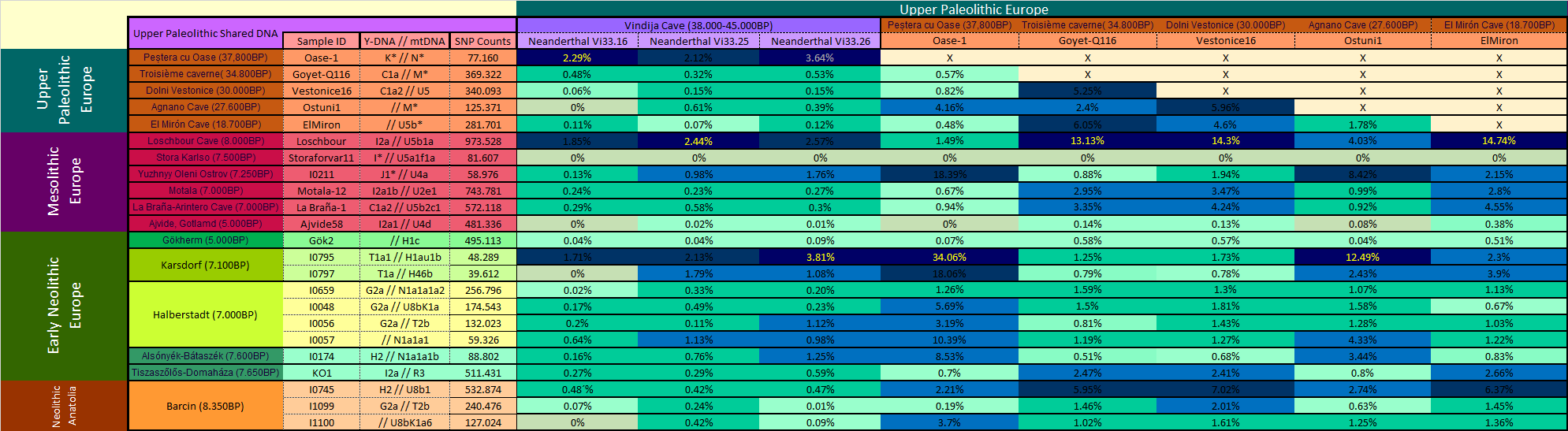
Comparación de ADN de Neanderthales (SharedDNA)

## Hibridación
Una alternativa a la extinción es que los neandertales fueron absorbidos dentro de la población del Cro-Magnon vía hibridación. Esto sería contrario a versiones estrictas del origen africano reciente, ya que implicaría que al menos parte del genoma de europeos descendería de neandertales, quienes dejaron África al menos hace 350.000 años.
Uno de los proponentes de la hipótesis de hibridación es Erik Trinkaus de la Universidad de Washington. Trinkaus reclama varios fósiles como individuos híbridos, incluyendo el "niño de Lagar Velho", un esqueleto encontrado en Lagar Velho en Portugal.
En una publicación del 2006, en la cual Trinkaus es coautor, los fósiles encontrados en 1952 en la cueva de Pestera Muierii, Rumanía, los reclama de la misma forma como híbridos.
Estudios genéticos indican alguna forma de hibridación entre humanos arcaicos y humanos modernos, que habrían tenido lugar después de que los humanos modernos emergieron desde África. Un estimado de 1 a 4 por ciento del ADN en europeos y asiáticos (p. ej. Francés, chino y Papuano) es no-moderno, y compartido con el antiguo ADN neandertal más que con el africano subsahariano (p. ej. Yoruba y San).
Hallazgos de humanos modernos en Abrigo Lagar Velho, Portugal, que presuntamente presentan mezclas con neandertal, han sido publicados. Aun así, la interpretación del espécimen portugués es discutida.
Jordan, en su trabajo Neanderthal, señala que sin alguna hibridación, ciertas características en algunos cráneos modernos de herencia Cro-Magnon del Este de Europa son difíciles de explicar. En otro estudio, investigadores recientemente han encontrado en Peştera Muierilor, Rumanía, restos de humanos europeos de hace 30.000 años quienes poseían características diagnosticadas como anatómicamente "modernas", pero también distintivas características neandertal no presentes en humanos modernos ancestrales en África, incluyendo una gran protuberancia atrás del cráneo, una proyección más prominente alrededor de la junta del codo, y un casquete estrecho en la junta del hombro. Análisis del hombro de un esqueleto mostró estos humanos, como los neandertales, no tenían completa capacidad de arrojar lanzas.
Un análisis de un primer borrador del genoma del neandertal por Richard E. del Instituto de Max Planck para Antropología Evolutiva en Leipzig, Alemania, publicado en mayo de 2010 indica que la hibridación pudo haber ocurrido. "Aquellos quiénes vivimos fuera de África llevamos un poco de ADN neandertal en nosotros," dijo Svante Pääbo, quién dirigió el estudio. "La proporción de material genético neandertal heredado es aproximadamente del 1 al 4 %. Es una pequeña pero muy real proporción de ascendencia en no-africanos hoy," dice el Dr. David Reich de Harvard Medical School en Boston, quién trabajó en el estudio. Esta investigación comparó el genoma del neandertal con cinco humanos modernos de China, Francia, África subsahariana, África, y Papúa Nueva Guinea. El hallazgo es que aproximadamente 1 a 4 por ciento de los genes de no-africanos provino de neandertales, comparado a la línea base definida los dos africanos. Esto indica un flujo de genes de neandertales hacia humanos modernos, lo que significa hibridación entre las dos poblaciones. Una vez que los tres genomas no africanos mostraron una proporción similar de secuencias neandertal, la hibridación debió haber ocurrido tempranamente en la migración de humanos modernos fuera de África, quizás en el Oriente Medio. Ninguna evidencia para flujo de gen en la dirección de humanos modernos a neandertales se ha encontrado. Este último resultado no sería raro si el contacto hubiese ocurrido entre una población colonizadora pequeña de humanos modernos y una población residente más grande de neandertales. Una cantidad muy limitada de hibridación podría explicar los hallazgos, si estos ocurrieron lo suficientemente temprano en el proceso de colonización.
A pesar de que algunas poblaciones de humanos modernos comparten algún ADN nuclear con el extinto neandertal, las dos especies no comparten ningún ADN mitocondrial, el cual en primates es siempre transmitido matrilinealmente. Esta observación ha incitado la hipótesis de que mientras la hibridación de hembras humanas modernas con machos neandertales era capaz de generar descendencia fértil, la progenie de hembras neandertales con machos humanos modernos era rara, ausente o estéril (en línea con la regla de Haldane).
Mientras la hibridación es vista como la interpretación más parsimoniosa de los descubrimientos genéticos, los autores señalan que no pueden descartar concluyentemente un escenario alternativo, en el cual la población de origen de humanos modernos no-africanos estaba ya más cercanamente relacionada con los neandertales de lo que estaban otros africanos, debido a las antiguas divisiones genéticas dentro de África.
Entre los genes que se muestran diferentes entre los humanos del presente y los neandertales estaban RPTN, SPAG17, PUEDE15, TTF1 y PCD16.

## Cambio de clima
Los neandertales pasaron por una crisis demográfica en Europa Occidental que parece coincidir con un periodo de frío extremo en Europa Occidental. "El hecho que los neandertales en Europa Occidental estuvieron cercanamente extintos, pero luego se recuperaron mucho antes de entrar en contacto con los humanos modernos se convierte en una sorpresa completa para nosotros," dijo Love Dalén, profesor asociado del Museo Sueco de Historia Natural en Estocolmo. Si es así, esto indicaría que los neandertales pueden haber sido muy sensibles a cambios de clima.
Aunque se cree que los neandertales usaban ropa, ha sido propuesto que la falla en adaptar sus métodos de caza causaron su extinción cuando Europa cambió a una estepa con escasa vegetación y semi-desierto durante la última Edad de Hielo. Requiriendo más energía para moverse y cazar que su contraparte humana moderna, los neandertales habrían sido más susceptible a menos comida disponible a raíz del cambio de clima. Una sucesión de erupciones volcánicas importantes 40,000 años AP (incluyendo Campi Flegrei), afectando la región entre Italia y las Montañas del Cáucaso, pudo haber contribuido a la disminución de los neandertales al reducir su suministro alimentario. Estudios de capas de sedimento en la Cueva de Mezmayskaya sugiere una reducción severa de polen. El daño hacia la vida vegetal habría conducido a un declive correspondiente en mamíferos que comen plantas que eran cazados por los neandertales.

## Cerebelo más pequeño
Las diferencias entre el cerebro de los humanos modernos y los neandertales pudieron haber influido en su aún desconocida extinción. Investigadores japoneses defienden que las diferencias anatómicas entre el cerebro de ambos grupos pudieron haber influido considerablemente en el proceso de extinción.
Este estudio reveló que, aunque el cerebro de los neandertales es de mayores dimensiones que el del humano anatómicamente moderno, su cerebelo era menor. El cerebelo se sitúa en la parte más cercana de la columna vertebral, y es el encargado de regular las actividades relacionadas con el movimiento o el equilibrio. Además, también está relacionado con funciones tales como la concentración, desarrollo de la memoria, aprendizaje e incluso el procesamiento del lenguaje, por lo que pudo marcar importantes diferencias en el proceso de extinción.
El poseer un cerebelo más pequeño lleva a pensar que los neandertales pudieron tener capacidades cognitivas menos evolucionadas que los humanos modernos, y un menor desarrollo de la socialización. 
Todo esto les sirvió a los Homo sapiens para adaptarse mejor a los cambios del entorno y aumentar sus posibilidades de supervivencia en comparación con los neandertales, quiénes no pudieron escapar de la extinción.

## Erupción volcánica
Tras el hallazgo de evidencias de una erupción volcánica en la cueva de Mezmaikasya, al sur de Rusia, datadas hace unos 40.000 años, algunos investigadores sitúan esta catástrofe como una causa probable de la extinción de los neandertales.  
La catástrofe no solo afectó a los propios nichos ecológicos neandertales, sino que condujo a una masiva despoblación. Además, es muy probable que se produjera un cambio climático significativo, como evidencian las capas geológicas de la ceniza indicando una reducción severa en las concentraciones de polen, lo cual supondría un cambio a un clima más fresco y seco.
Esta super erupción producida en suelo italiano conoce como Ignimbrita Campaniana, y habría que sumarle otra que pudo producirse de manera contemporánea en las montañas del Cáucaso. Esta situación pudo llevar a una especie de invierno volcánico, donde las nubes de ceniza producidas por las diferentes erupciones oscurecieran privarían de los rayos del sol durante años. Este cambio climático pudo ser un factor determinante para la extinción del neandertal, si lo sumamos a otros factores como sus menores capacidades cognitivas, diferencias anatómicas o desventajas a la hora de cazar.

## Práctica de la endogamia
La endogamia también se sitúa como un factor decisivo en la desaparición de los neandertales, sobre todo si lo relacionamos con otros posibles factores como argumentan una serie de investigadores.  
Es difícil pensar en un único causante en la desaparición de los neandertales, y es mucho más viable pensar en la suma de una serie de factores tanto de carácter ecológico como demográfico. La endogamia posiblemente se llevó a cabo por la situación social de los propios neandertales al vivir en grupos reducidos y aislados de otras especies. Esto significó la práctica de una endogamia reiterada que dio lugar a una modificación en la variabilidad genética de los neandertales que aumentó su debilidad.
Los resultados de los análisis de varios restos de la cueva de El Sidrón corroboran la práctica de la endogamia, con el hallazgo hasta diecisiete anomalías congénitas distribuidas por todo el cuerpo. Los restos óseos analizados pertenecían todos a un grupo familiar de 13 personas, y las anomalías detectadas en este grupo de neandertales concuerda, además, con los estudios genéticos realizados en la Cueva de Vindija o los de Altái, los cuales añaden peso a la hipótesis de que practicaban la endogamia e incluso la consanguinidad.

## Canibalismo
El canibalismo pudo ser un factor importante en la desaparición de los neandertales, como plantean algunos investigadores.  Los neandertales pudieron verse forzados a la práctica del canibalismo debido a una marcada escasez de recursos por el cambio climático y la llegada de los Homo sapiens a Europa datada hace unos 40.000 años.
La práctica del canibalismo por parte de los neandertales tendría una finalidad nutritiva y no ritual. Incluso las evidencias halladas en diferentes yacimientos como El Sidrón, en Asturias o el de Kaprina en Croacia,   señalan la posibilidad de que fueran caníbales de manera habitual, debido a esa falta de alimento. El canibalismo sería practicado entre tribus rivales, lo que incrementaría el factor de supervivencia. 
La práctica del canibalismo también pudo suponer un aumento de las enfermedades, debido al uso de las mismas herramientas tanto para cortar partes enfermas del cuerpo humano como para realizar el consumo caníbal.

## Consumo de carne
El exceso consumo de carne pudo ser clave en la extinción de los neandertales, estos necesitarían aproximadamente un mínimo de 4000 calorías diarias para su subsistencia, y hay bastante consenso en afirmar que los neandertales recurrirían a la caza para cubrir este gasto calórico.
Al relacionar su carácter carnívoro a un cambio climático que significó la creación de un nuevo paisaje estepario y con largos períodos de frío durante el paleolítico superior, puede convertirse en un factor clave en la desaparición de los neandertales. El cambio climático provocaría una disminución de las principales fuentes de carne de los neandertales, que solían ser grandes mamíferos, todo esto hizo inviable la subsistencia de los neandertales hace unos 40.000.  
Los sapiens a pesar de haber convivido con ellos durante 10.000 años y haber sufrido también las consecuencias del cambio climático tuvieron menos problemas para adaptarse al tener una dieta más variada tanto con vegetales, pescado y marisco.